# Numéro EINECS
Le numéro EINECS est un numéro CE qui permet d'identifier une substance chimique répertoriée dans l'Inventaire européen des substances chimiques commerciales existantes (EINECS).
Cet inventaire contient 100 102 substances chimiques. La fiche d'une substance chimique peut être consultée à partir du numéro CAS, du numéro CE, ou du nom de la substance, en allemand, anglais, espagnol et français ; celle-ci fournit sur cette substance (liste non exhaustive) :
- des données physiques et chimiques ;
- des informations concernant la sécurité et la réglementation ;
- la liste des producteurs/importateurs.